# Paul Nicolas (Glasmacher)

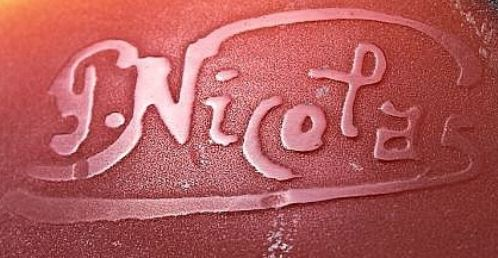
Eine Signatur von Paul Nicolas

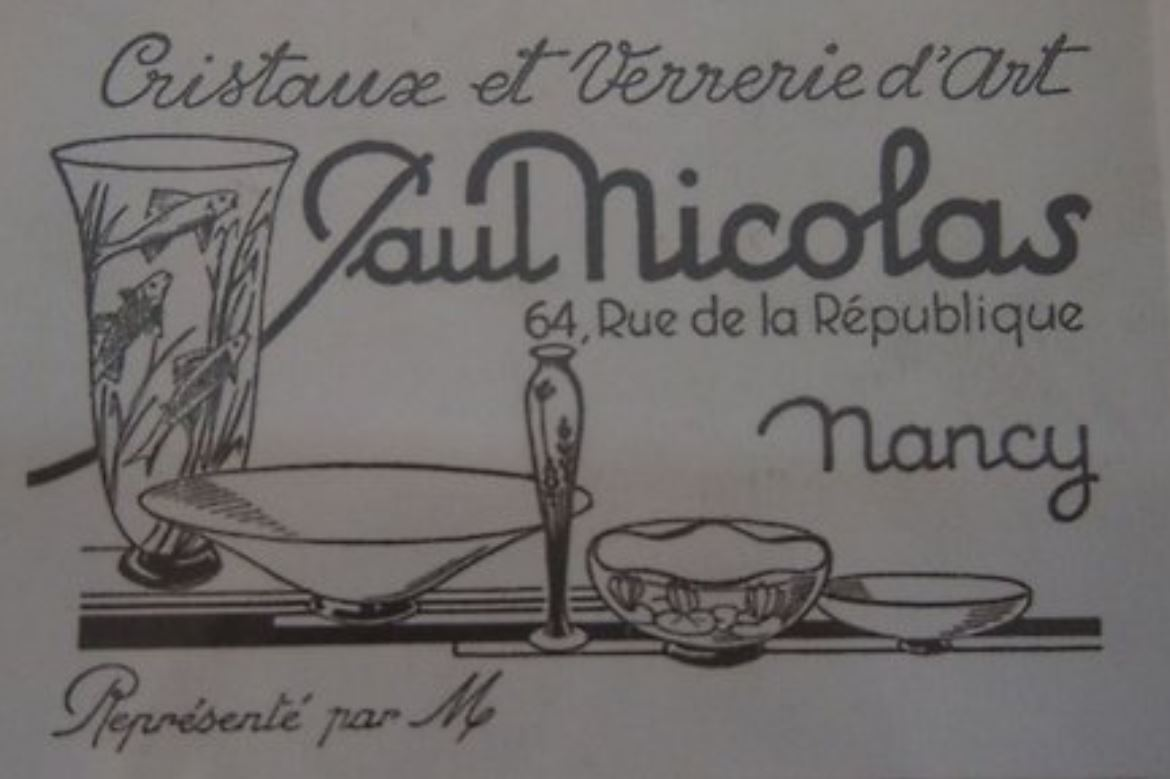
Visitenkarte Paul Nicolas

Paul Nicolas (* 25. Mai 1875 in Laval-sur-Vologne; † 22. Februar 1952 in Nancy) war ein französischer Glasdesigner, Glasmacher und Maler.

## Leben
Nach seinem Architekturstudium an der École des Beaux-Arts de Nancy trat Paul Nicolas 1893 als Glasgestalter in die Glasmanufaktur von Émile Gallé ein, wo er unter der Leitung von Louis Hestaux arbeitete. Hier erhielt er eine Ausbildung zum Glasmacher. Dank seiner Kenntnisse der Botanik war er hier vielfach für die Schaffung von Motiven mit Blumenkompositionen im Jugendstil zuständig. Einige der von Gallé auf der Weltausstellung Paris 1900 präsentierten Vasen entstammten der engen Zusammenarbeit mit Nicolas. Nach Gallés Tod 1904 führte Nicolas die Firma vorerst weiter.
Zum Ende des Ersten Weltkriegs verließ Nicolas die Firma Gallé und gründete gemeinsam mit Paul Mercier, Eugène Windeck und Émile Villermaux die Partnerschaft Graveurs Réunis. Seine Werke signierte er ab 1919 mit D’Argental (mit dem Lothringerkreuz) oder mit l’Art Verrier. Seine Entwürfe der 1920er Jahre folgten dem Stil des Art déco. Von 1923 bis zu seinem Lebensende arbeitete Nicolas selbstständig und beschäftigte bis zu fünfzehn Arbeiter. Er erhielt zahlreiche Preise und Auszeichnungen, darunter auf der Exposition internationale des Arts Décoratifs et industriels modernes von 1925 (Silbermedaille) und Ausstellungen von 1936 und  1937 (Goldmedaille).
Das malerische Werk von Paul Nicolas umfasst etwa 300 Aquarelle (manchmal Gouache) und Tempera. Einige Ansichten stammen von der französischen Riviera, vor allem aber zeigte er lothringische Landschaften. Viele seiner Werke stammen vom Ende des 19. Jahrhunderts, jedoch war der Künstler bis 1930 als Maler aktiv. Seine Aquarelle und Entwürfe wurden bis 1912 auf dem Salon de Nancy sowie in der Galerie Mosser ausgestellt.
Ab 1901 war Paul Nicolas Mitglied der École de Nancy.